# Warren Beatty
Pour les articles homonymes, voir Beatty.
Warren Beatty [ˈwɔɹən ˈbeɪti] est un acteur, réalisateur, producteur et scénariste américain, né le 30 mars 1937 à Richmond.
Frère cadet de l'actrice Shirley MacLaine, sa carrière s'étend sur plus de six décennies. 
Il a écrit, produit et/ou réalisé quelques-uns de ses meilleurs films et de ses plus grands succès : Bonnie and Clyde, Shampoo, Le ciel peut attendre, Reds. Il remporte l’Oscar du meilleur réalisateur pour ce dernier. Il reçoit également trois Golden Globes, l'Irving G. Thalberg Memorial Award en 1999 et le BAFTA Fellowship en 2002.

## Biographie

### Jeunesse et famille
Warren Beatty, né « Henry Warren Beaty », est le frère de l'actrice Shirley MacLaine. Son père, Ira Owens Beaty, homme autoritaire et alcoolique est professeur de psychologie, administrateur de l'école publique et agent immobilier. Sa mère, Kathlyn Corinne (née MacLean), surnommée « Tat », est professeur d'art dramatique, originaire de Wolfville, en Nouvelle-Écosse au Canada. 
Il est élevé dans la foi chrétienne baptiste. Le père de Warren Beatty, alors professeur d'école secondaire, ne comprend pas bien les aspirations de ses deux enfants. Sa sœur est la première à se rebeller ; elle devient danseuse, comédienne, et part à New York dès que possible, suivie de près par son petit frère.
En 1949, il suit des cours de comédie ; plus tard, dans l’une de ses rares interviews à cœur ouvert, il indique : « le théâtre m’intéresse. C’est un endroit où on peut exercer un pouvoir, apprendre à manipuler. »
Brillant dans ses études surtout pour ses qualités de footballer, il passe un an à l'université Northwestern, dans laquelle il intègre la fraternité Sigma Chi avant de s’inscrire en 1956 chez Stella Adler, professeur d'art dramatique américaine, qui a fondé le conservatoire Stella Adler et grande prêtresse de l’Actors Studio (dont on dit qu’elle l’aurait fait bénéficier de cours particuliers). Il en profite pour ajouter un « t » à son nom, se faisant appeler Warren Beatty.

### DeLa Fièvre dans le sangàBonnie and Clyde

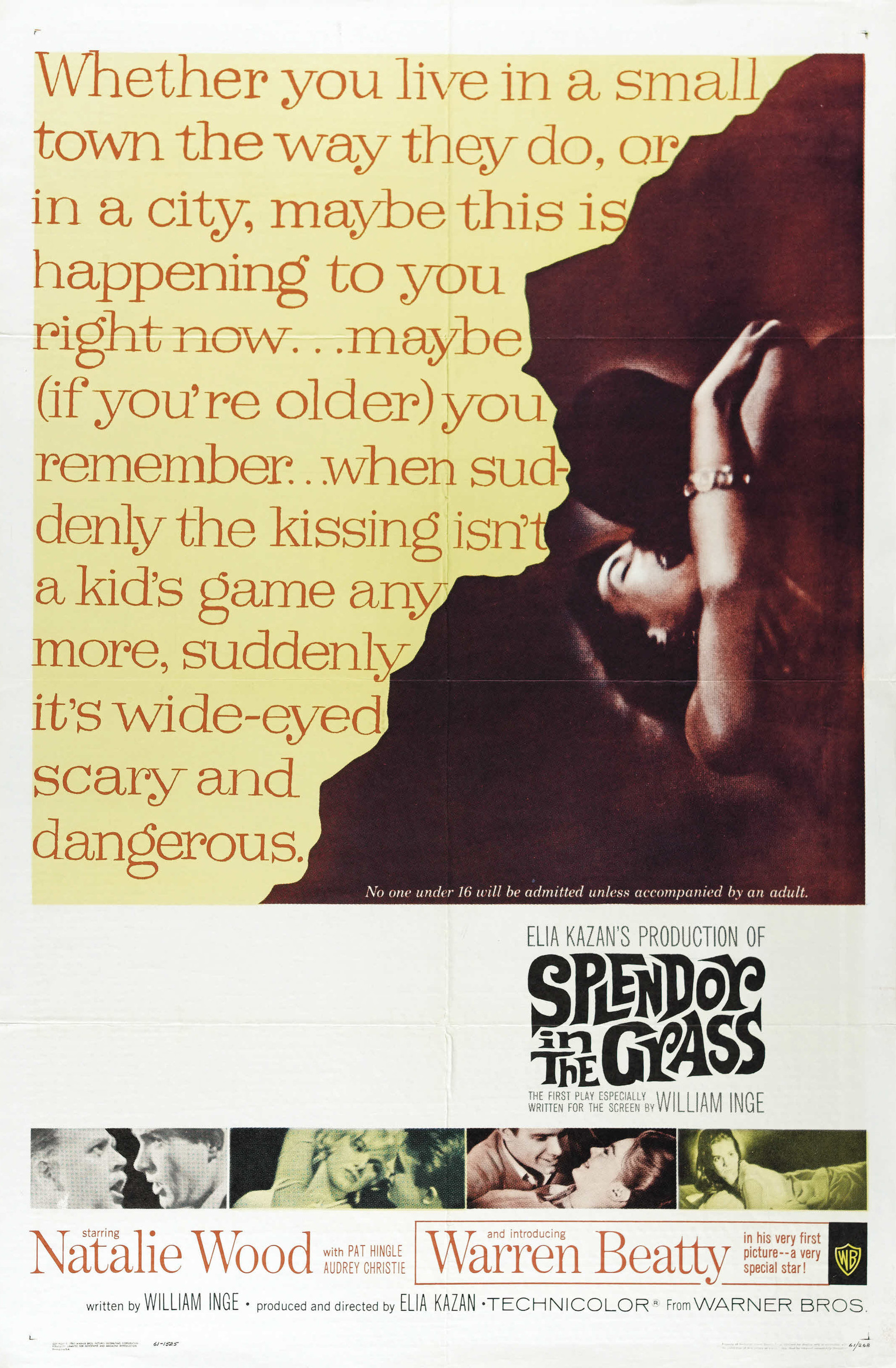
Affiche du film La Fièvre dans le sang (1961).

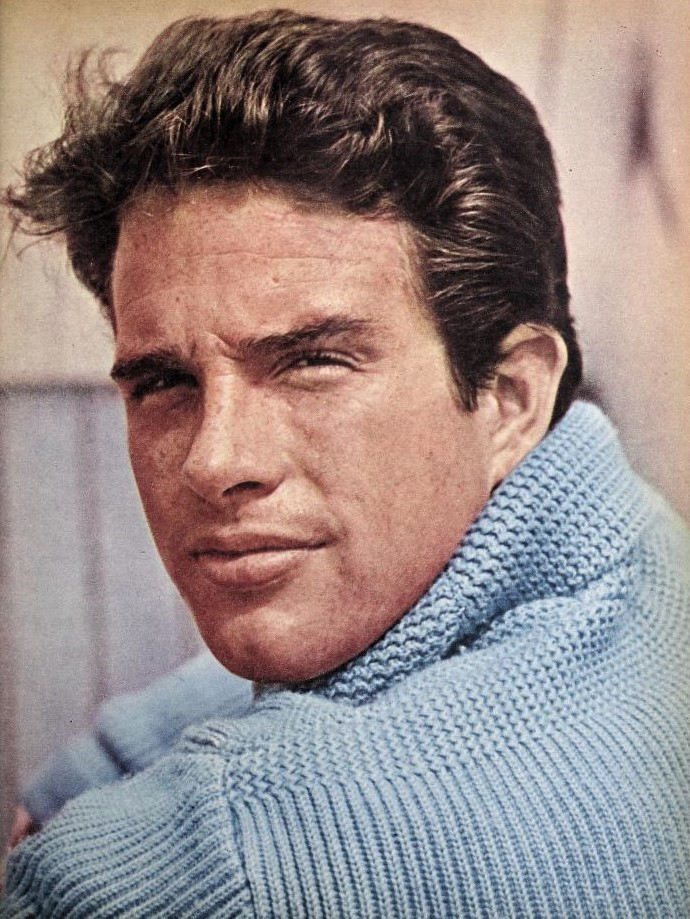
Warren Beatty en 1961.

Les débuts professionnels de Warren Beatty sont une succession de petits boulots : sportif, plongeur dans des restaurants, ouvrier pour les Ponts et Chaussées, joueur de piano dans un bar. Il trouve ensuite un rôle dans une pièce, Compulsion. Après plusieurs rôles secondaires dans des séries télévisées, il se lance dans le cinéma au début des années 1960. Il séduit à cette époque la starlette montante Joan Collins, ce qui lui permet d'accéder à la notoriété en tant que playboy d'opérette. Elia Kazan lui offre son premier rôle dans La Fièvre dans le sang (1961) dans lequel il joue Bud Stamper, un adolescent à problèmes. Aux côtés de Natalie Wood, il « fait sensation » ; il est dès lors considéré comme un des acteurs les plus prometteurs de sa génération.
Pourtant ses films suivants marchent moins bien : Le Visage du plaisir du metteur en scène de théâtre José Quintero d'après le roman de Tennessee Williams Le Printemps romain de Mrs. Stone (face à Vivien Leigh), L'Ange de la violence de John Frankenheimer (avec Eva Marie Saint), Lilith, le dernier film de Robert Rossen qui offre à Jean Seberg un de ses meilleurs rôles, le romantique Promise Her Anything d'Arthur Hiller ou Le Gentleman de Londres, exercice de style mis en scène par Jack Smight, ou même Mickey One, première rencontre avec Arthur Penn, ne parviennent pas à conforter sa position.
Warren Beatty consacre à cette époque beaucoup de temps à ses conquêtes féminines et un « cynisme un peu juvénile » lui rend difficiles les relations avec la profession. Il sent bien qu'il est considéré comme un play-boy par les professionnels du cinéma américain alors qu'il se voit en héritier de Marlon Brando ou de James Dean. Il est alors à l'origine du film Quoi de neuf, Pussycat ?, comédie dans laquelle il doit jouer le rôle d'un séducteur compulsif, et commence à l'écrire avec le producteur Charles Feldman et Woody Allen mais des divergences avec eux le font quitter le film dès l'écriture du scénario. Ce film sera un grand succès et cette expérience incitera l'acteur à mieux contrôler ses projets par la suite.
C'est sur les conseils de François Truffaut, qu'il rencontre à Paris grâce à sa fiancée Leslie Caron, qu'il lit le scénario de Bonnie and Clyde : le réalisateur français lui a en effet dit qu'il aimerait beaucoup ce texte et l'acteur est toujours à la recherche d'un projet pour relancer sa carrière. Alors que les scénaristes pensent qu'il sera rebuté par le fait que le personnage de Clyde, dans les premières versions du scénario, est en ménage à trois avec Bonnie et C. W. Moss, il accepte le rôle. Échaudé par la déconvenue de Quoi de neuf, Pussycat ?, film qui aurait pu lui rapporter beaucoup d'argent, il décide de coproduire Bonnie and Clyde avec sa société Tatira (basée sur les noms de ses parents) afin de pouvoir en garder le contrôle. Il se bat pour que ce projet aboutisse, le produisant avec la Warner Bros et dirigeant la majeure partie du film — menacé d'être enterré dès sa sortie. Le premier accueil est plutôt mitigé mais Beatty convainc Warner Bros de ressortir le film qui devient un succès. Beatty accède au panthéon des stars en gangster boiteux et impuissant, récoltant une nomination à l'Oscar du meilleur acteur et le respect de toute la profession.
C'est à cette époque qu'il s'installe à l'année dans une suite du Beverly Wilshire Hotel de Beverly Hills d'où il met en scène ses disparitions des médias, refusant régulièrement des films, à tel point qu'un acteur comme Robert Redford doit en partie sa carrière aux rôles refusés par Beatty.

### Legolden boyde Hollywood
Beatty poursuit sa carrière éclectique en s'investissant toujours plus : il participe au scénario de John McCabe (1971), western atypique réalisé par Robert Altman qui sera cependant un échec au box-office. Il coécrit (avec Robert Towne), produit et joue dans la comédie autoparodique Shampoo, qui sort en 1975 et remporte un triomphe public et critique : l'acteur interprète son propre rôle, un séducteur compulsif, transposé dans le milieu de la coiffure. Enfin, en 1978, il réalise son premier film Le ciel peut attendre (un remake du Défunt récalcitrant d'Alexander Hall) dans lequel il se réserve le rôle principal : un joueur de football américain, demi de mêlée, considéré comme mort et incinéré par erreur, qui revient à la vie dans le corps d'un millionnaire récemment assassiné, afin d'accomplir son destin. Le succès est à nouveau au rendez-vous.
Il enchaîne avec une autre réalisation, bien plus ambitieuse : Reds (1981), l'histoire vraie de John Reed, journaliste américain parti couvrir la révolution russe et gagné à la cause communiste. Beatty est récompensé par l'Oscar du meilleur réalisateur pour son travail.
La star s'illustre également dans Las Vegas, un couple, chronique sentimentale du vétéran George Stevens, dans le thriller politique À cause d'un assassinat d'Alan J. Pakula (qui évoque la mort de John Kennedy), dans la comédie Dollars réalisée par Richard Brooks (l'histoire d'un hold up se déroulant à Hambourg, sur une musique de Quincy Jones). Tous ces films ne sont pas des succès mais entretiennent son image de « beau gosse » et excellent interprète, à défaut d'accroître sa notoriété.

### Éclipse et retour

Nancy Reagan avec Warren Beatty et Diane Keaton en 1981.

Beatty tourne moins après Reds : il est absent des écrans durant l'essentiel des années 1980. Son projet de biographie de Howard Hughes n'aboutit pas. Ce n'est qu'en 1987, qu'il réapparaît au cinéma en jouant, aux côtés de Dustin Hoffman et Isabelle Adjani dans la comédie d'espionnage Ishtar d'Elaine May, qui s'avère être un échec commercial cinglant. Ce n'est qu'en 1990 que Warren Beatty renoue avec le succès au cinéma, en réalisant et interprétant le rôle-titre de Dick Tracy, adaptation de la bande dessinée du même nom. Ce film très stylisé, dans lequel il donne la réplique à Madonna et Al Pacino, reçoit un accueil critique mitigé, mais remporte un succès commercial.
Il joue ensuite dans Bugsy de Barry Levinson (1991), un film de gangsters sur la naissance de Las Vegas qui marque la rencontre de l'acteur avec Annette Bening, puis en 1994 dans la comédie de Glenn Gordon Caron, Rendez-vous avec le destin, remake de Elle et lui. Ces deux films sont des échecs commerciaux. En 1998, il repasse derrière la caméra pour les besoins de Bulworth, film qu'il a également produit et dont il tient la vedette : l'histoire du sénateur Jay Bulworth, tellement dégoûté des mensonges, de la corruption et des autres aspects noirs de la politique, qu'il met un contrat sur sa propre tête et décide de ruiner totalement sa réputation en dévoilant au grand jour toutes ces histoires. C'est là qu'il tombe amoureux d'une très jolie femme noire, interprétée par Halle Berry. Le film est bien accueilli par la critique, mais le succès au box-office n'est pas au rendez-vous.

### Nouveau retrait des écrans
En 2001, la comédie Potins mondains et Amnésies partielles, dont les retards de tournage et les multiples réécritures avaient démesurément augmenté le coût, est un lourd échec au box-office, entraînant une perte avoisinant les 100 millions de dollars. Après ce fiasco commercial, Warren Beatty n'apparaît plus sur les écrans. Il est un temps envisagé pour le rôle de Bill dans Kill Bill de Quentin Tarantino, il préfère finalement quitter le projet.
Il parvient ensuite à concrétiser son projet de longue date de film biographique sur Howard Hughes, qu'il réalise, écrit et produit, en plus d'incarner Howard Hughes. Le tournage de L'Exception à la règle débute en février 2014 et dure 74 jours,,. Le film sort deux ans plus tard, le 23 novembre 2016 aux États-Unis, et est un lourd échec au box-office, avec des recettes de 3,9 millions de dollars pour un budget de 25 millions.
En 2017, Warren Beatty retrouve Faye Dunaway, à l'occasion du 50e anniversaire de Bonnie and Clyde, et décerne par erreur, à la suite d'une inversion d'enveloppes, l'Oscar du meilleur film à La La Land, avant qu'il ne soit remis au véritable gagnant, Moonlight,.

### Vie privée
Durant la période où il joue dans la pièce Compulsion, le metteur en scène, Joshua Logan, lui présente une jeune actrice anglaise qui est en train de devenir une starlette, Joan Collins, la future héroïne de Dynastie. Le jeune homme accepte de se fiancer avec Collins dont la carrière américaine périclite tandis que la sienne décolle, avant de la quitter.
Après leur séparation, il rencontre en 1963 la Française Leslie Caron et restent ensemble au moins deux ans,. Il a en 1966 une liaison avec la danseuse russe Maïa Plissetskaïa, de douze ans son ainé. Il a aussi des histoires avec, entre autres, Debbie Reynolds, Carrie Fisher, Brigitte Bardot, Annette Stroyberg, Stephanie Seymour, Cher, Faye Dunaway, Elizabeth Taylor, Diane Keaton, Julie Christie (une de ses plus longues histoires), Isabelle Adjani, Jacqueline Kennedy, Vivien Leigh, Barbra Streisand, Madonna qui le fait figurer dans In Bed with Madonna et enfin Annette Bening, qui devient son épouse le 12 mars 1992 et la mère de ses quatre enfants, dont Stephen Ira Beatty. 
Proche du parti démocrate et de la gauche américaine, Warren Beatty a un temps envisagé de se présenter à l'élection présidentielle américaine de 2000, avant de soutenir le candidat démocrate Al Gore.

## Filmographie

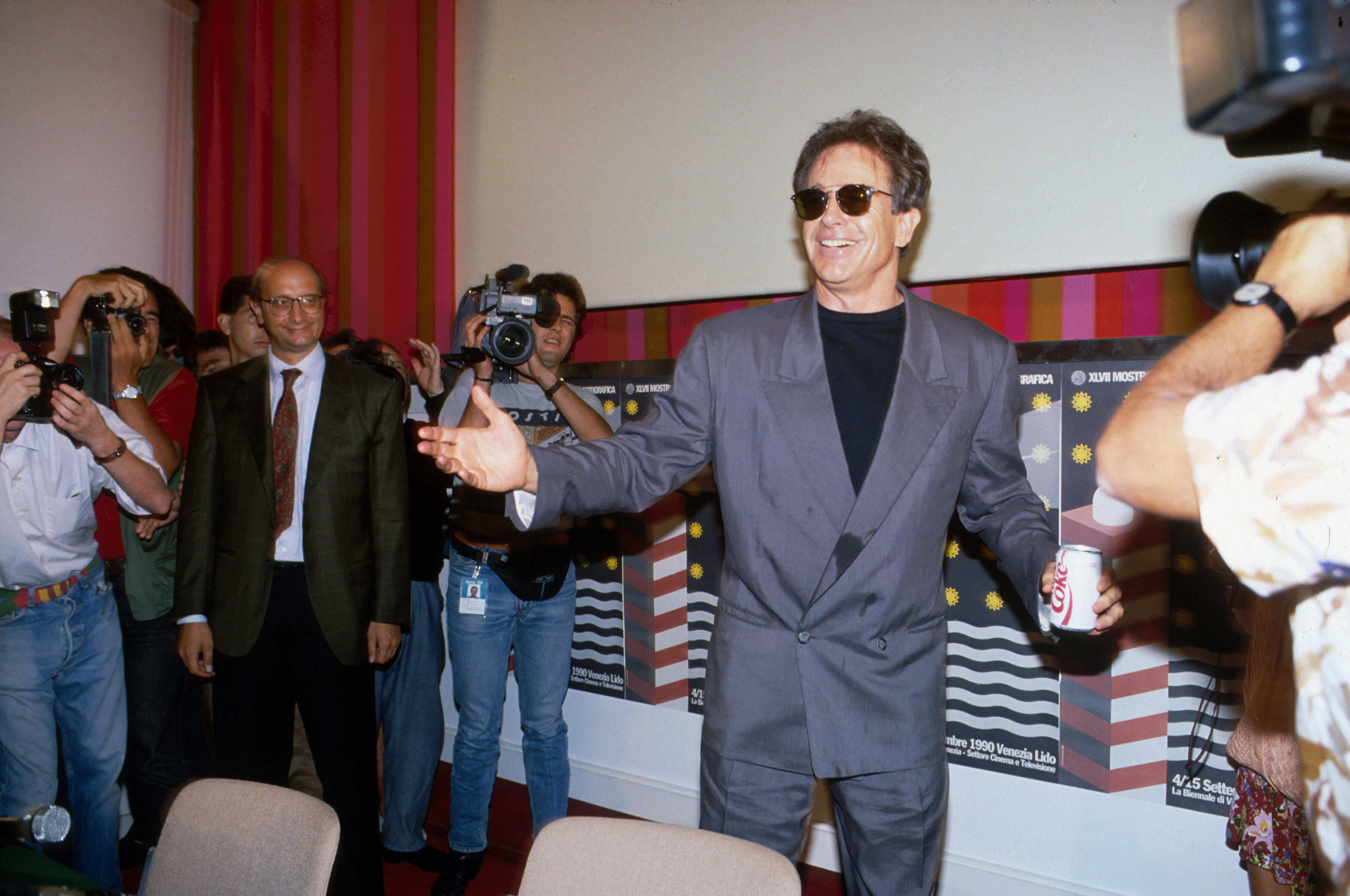
Warren Beatty à la Mostra de Venise en 1990.

### Acteur
- 1959 : Dobie Gillis (série télévisée) : Milton Armitage
- 1961 : Le Visage du plaisir (The Roman Spring of Mrs. Stone) de José Quintero : Paolo di Leo
- 1961 : La Fièvre dans le sang (Splendor in the Grass) d'Elia Kazan : Bud Stamper
- 1962 : L'Ange de la violence (All Fall Down) de John Frankenheimer : Berry-Berry Willart
- 1964 : Lilith de Robert Rossen : Vincent Bruce
- 1965 : Promise Her Anything d'Arthur Hiller : Harley Rummell
- 1965 : Mickey One d'Arthur Penn : Mickey One
- 1966 : Le Gentleman de Londres (Kaleidoscope) de Jack Smight : Barney Lincoln
- 1967 : Bonnie et Clyde (Bonnie and Clyde) d'Arthur Penn : Clyde Barrow (également producteur)
- 1970 : Las Vegas, un couple (The Only Game in Town) de George Stevens : Joe Grady
- 1971 : Dollars de Richard Brooks : Joe Collins
- 1971 : John McCabe (McCabe & Mrs. Miller) de Robert Altman : John McCabe (également scénariste[réf. nécessaire])
- 1974 : À cause d'un assassinat (The Parallax View) d'Alan J. Pakula : Joseph Frady
- 1975 : La Bonne Fortune (The Fortune) de Mike Nichols : Nicky Wilson
- 1975 : Shampoo de Hal Ashby : George Roundy (également scénariste et producteur)
- 1978 : Le ciel peut attendre (Heaven Can Wait) de lui-même : Joe Pendleton / Leo Farnsworth / Tom Jarrett (également scénariste producteur)
- 1981 : Reds de Warren Beatty : John Silas « Jack » Reed (également scénariste producteur)
- 1987 : Ishtar d'Elaine May : Lyle Rogers (également producteur)
- 1990 : Dick Tracy de lui-même : Dick Tracy (également producteur)
- 1991 : Bugsy de Barry Levinson : Ben « Bugsy » Siegel (également producteur)
- 1991 : In Bed with Madonna (Madonna: Truth or Dare) d'Alek Keshishian : lui-même
- 1994 : Rendez-vous avec le destin (Love Affair) de Glenn Gordon Caron : Mike Gambril (également scénariste et producteur)
- 1998 : Bulworth de lui-même : Jay Billington Bulworth (également scénariste et producteur)
- 2001 : Potins mondains et Amnésies partielles (Town & Country) de Peter Chelsom : Porter Stoddard
- 2016 : L'Exception à la règle (Rules Don't Apply) de lui-même : Howard Hughes (également réalisateur, scénariste et producteur)

### Réalisateur
- 1978 : Le ciel peut attendre (Heaven Can Wait)
- 1981 : Reds
- 1990 : Dick Tracy
- 1998 : Bulworth
- 2016 : L'Exception à la règle (Rules Don't Apply)

### Producteur
- 1987 : Le Dragueur (The Pick-up Artist) de James Toback
- 2016 : L'Exception à la règle (Rules Don't Apply) de lui-même

## Distinctions principales
Source : Internet Movie Database

### Récompenses
- Oscars 1982 : Meilleur réalisateur pour Reds

### Nominations
- Oscars 1968 :
  - Meilleur film pour Bonnie et Clyde (en tant que producteur)
  - Meilleur acteur pour Bonnie et Clyde
- Oscars 1975 : Meilleur scénario original pour Shampoo
- Oscars 1979 :
  - Meilleur film pour Le ciel peut attendre (en tant que producteur)
  - Meilleur réalisateur pour Le ciel peut attendre
  - Meilleur acteur pour Le ciel peut attendre
  - Meilleur scénario adapté pour Le ciel peut attendre
- Oscars 1982 :
  - Meilleur film pour Reds (en tant que producteur)
  - Meilleur acteur pour Reds
  - Meilleur scénario original pour Reds
- Oscars 1992 :
  - Meilleur film pour Bugsy (en tant que producteur)
  - Meilleur acteur pour Bugsy
- Oscars 1999 : Meilleur scénario original pour Bulworth

## Voix françaises
| - Bernard Tiphaine (*1938 - 2021) dans : - Reds - Ishtar - Dick Tracy - In Bed with Madonna - Bugsy - Bulworth - Potins mondains et Amnésies partielles - L'Exception à la règle - Michel Le Royer (*1932 - 2022) dans : - Le Visage du plaisir - La Fièvre dans le sang - Le Gentleman de Londres | - Claude Giraud (*1936 - 2020) dans : - Dollars - John McCabe - Jean-Pierre Cassel (*1932 - 2007) dans : - Shampoo - Le ciel peut attendre Et aussi - Michel Cogoni (*1936 - 1969) dans L'Ange de la violence - Marc Cassot (*1923 - 2016) dans Bonnie et Clyde - Dominique Paturel (*1931 - 2022) dans Las Vegas, un couple - Michel Bedetti dans À cause d'un assassinat |